# هوگو پار
 هوگو پار (انگلیسی: Hugo Parr؛ زاده ۲۳ آوریل ۱۹۴۷) یک فیزیک‌دان، و سیاست‌مدار اهل نروژ است.